# Le Morne Brabant
Le Morne Brabant là một bán đảo ở cực tây nam của đảo Mauritius trên Ấn Độ Dương. Nó có điểm nhấn là một khối đá bazan cùng tên với điểm cao nhất đạt 556 mét (1.824 ft) so với mực nước biển. Phần đỉnh có diện tích rộng hơn 12 ha (30 mẫu Anh). Khối đá có nhiều hang động hướng ra trên những sườn dốc. Nó được bao quanh bởi một khu vực đầm phá và là một điểm du lịch nổi tiếng. Nơi đây có hai loài cây đặc hữu và cực kỳ quý hiếm là Hibiscus fragilis và Trochetia boutoniana. Nó được đặt theo tên tàu Brabant của Công ty Đông Ấn Hà Lan chạy qua đây vào ngày 29 tháng 12 năm 1783. Năm 2008, khu vực đã được ghi vào danh sách di sản thế giới của UNESCO  như là một chứng biệt về pháo đài trú ẩn cho những người nô lệ.

## Mô tả
Bán đảo này xuất hiện trong các huyền thoại và truyền thuyết vào đầu thế kỷ 19 như là một nơi trú ẩn cho những nô lệ chạy trốn. Sau khi bãi bỏ chế độ nô lệ ở Mauritius, vào ngày 1 tháng 2 năm 1835, có tin đồn rằng một đoàn thám hiểm là những cảnh sát đã được phái đến đó để thông báo cho nô lệ rằng họ đã được tự do. Sự xuất hiện của cảnh sát ở chân núi (theo truyền thuyết) bị những người nô lệ trên đỉnh núi hiểu lầm (sợ bị bắt lại) và họ chọn nhảy từ trên núi xuống biển chứ không để bị bắt lại làm nô lệ. Kể từ đó, ngày 1 tháng 2 là ngày Mauritius kỉ niệm như là ngày xoá bỏ chế độ nô lệ.
Le Morne Brabant được công nhận là Di sản thế giới mặc dù không có bằng chứng nào về di tích được hình thành bởi các nô lệ. Tượng đài bao gồm một dòng chữ trích từ bài thơ Le Morne Territoire Marron của Richard Sedley Assonne. Sự xuất hiện của con người tại đây chỉ được biểu hiện qua các khu định cư không chính thức, dấu hiệu của lửa, chạm khắc, hiện vật cá nhân ở chân núi